# Pidonia rutila
Pidonia rutila là một loài bọ cánh cứng trong họ Cerambycidae.